# Manifestació «Prou! Recuperem el seny»
La manifestació «Prou! Recuperem el seny», va ser una manifestació convocada el 8 d'octubre de 2017, a les 12 del migdia, a la plaça d'Urquinaona de Barcelona. El lema de la manifestació va ser «Prou! Recuperem el seny». La manifestació va acollir 350.000 persones segons la Guàrdia Urbana de Barcelona, i 950.000 segons les entitats convocants. Alguns mitjans rebaixaren la xifra a 170.000 manifestats emprant els mètodes i densitats per a calcular manifestants durant l'11 de setembre i el 3 d'octubre.

## Convocatòria

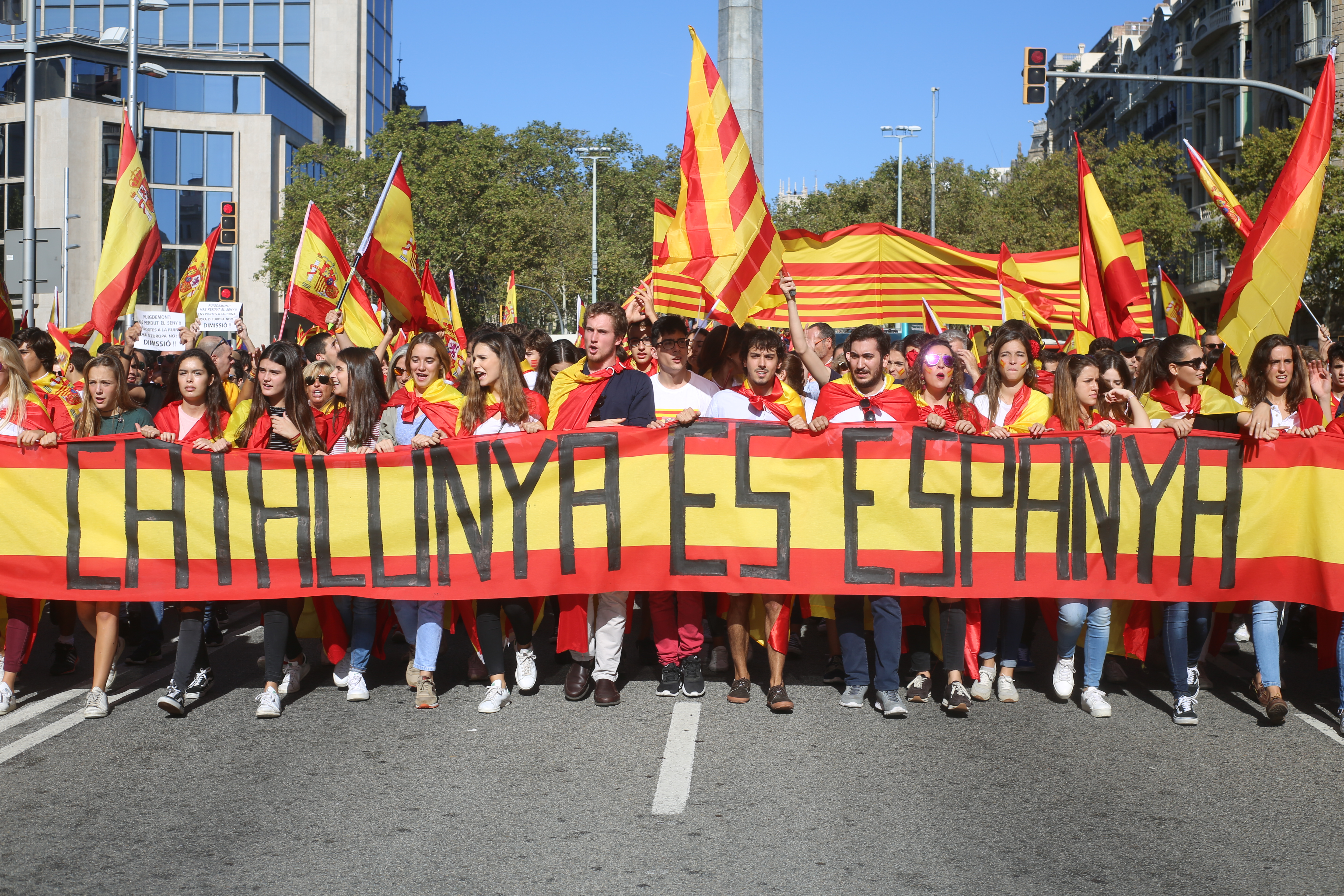
«Catalunya es Espanya».

La convocatòria inicial la va fer l'entitat Societat Civil Catalana, la qual va cridar a la Catalunya ''silenciada'', animant-los a manifestar-se per dir "prou" al procés independentista català. Els organitzadors volien que esdevingués la més gran manifestació unionista de la història de Barcelona, tal com ho va indicar el seu vicepresident Álex Ramos, en una convocatòria de premsa.
Posteriorment, d'altres partits com el Partit Popular, Ciutadans, el Partit dels Socialistes de Catalunya, Plataforma per Catalunya, Som Identitaris, Vox, Nosotros Partido de la Regeneración Social, Alternativa Española, Democracia Nacional, La Falange i Falange Auténtica van sumar-se a la convocatòria, convocant els seus militants.
Es va confirmar la presència de diversos líders polítics, com Cristina Cifuentes, Xavier García Albiol, Albert Rivera, Inés Arrimadas. També hi van assistir polítics com Javier Arenas, Javier Maroto, Pablo Casado, Rafa Hernando. Com a representant del PSC hi va assistir Salvador Illa, el secretari d'organització.
Diverses associacions i entitats també es van sumar a la convocatòria: Concòrdia Cívica, Somatemps, Empresaris de Catalunya, Espanya i Catalans, Hazte Oír, Fundación José Antonio Primo de Rivera i Legión Urbana.
Es va demanar als assistents que la manifestació fos cívica, pacífica i amb to constructiu, i es va animar els assistents a dur banderes catalanes, espanyoles i europees, per defensar la "pluralitat" del moviment unionista.
Per la seva banda, l'Assemblea Nacional Catalana va fer una crida a buidar els carrers el diumenge, per tal d'evitar qualsevol tipus d'enfrontament. Van titllar la manifestació com a legítima, però van lamentar que es tolerés la presència de grups violents d'ultradreta.

## Desenvolupament

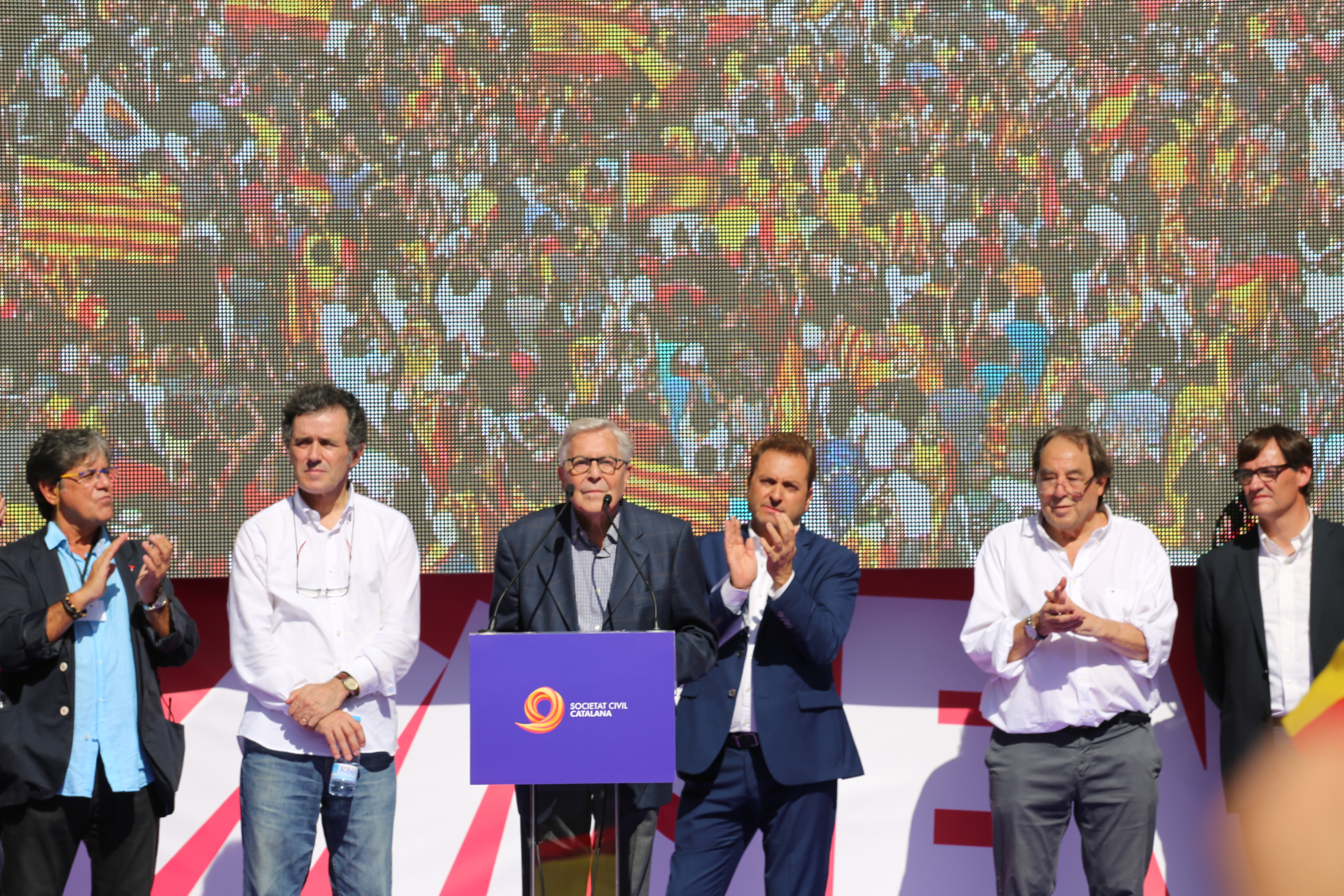
Carlos Jiménez Villarejo.

A primera hora del matí van començar a arribar desenes d'autobusos de diversos punts d'Espanya. Unes 400 persones es van apropar a la Caserna de la Guàrdia Civil de Travessera de Gràcia per mostrar el seu suport al cos i la "defensa de l'ordre constitucional".
La concentració va començar a la Plaça d'Urquinaona i va finalitzar a l'Estació de França. Van encapçalar la manifestació la ministra de Sanitat, Dolors Montserrat; el delegat del Govern espanyol Enric Millo; el Premi Nobel Mario Vargas Llosa; Josep Borrell, Mariano Gomà i Carlos Jiménez Villarejo.
Més enllà dels polítics mencionats, també van assistir-hi personalitats com els catedràtics de Dret Constitucional Francesc de Carreras i Teresa Freixes; l'exministre Josep Piqué; la portaveu de Libres e Iguales, Cayetana Álvarez de Toledo; l'escriptor Arcadi Espada i els eurodiputats Santiago Fisas, Enrique Calvet i Teresa Giménez Barbat; Javier Tebas, president de la Lliga de Futbol d'Espanya; l'aristòcrata Álvaro de Marichalar; entre d'altres.
Durant la mateixa es van cantar crides com "Puigdemont a prisión", "Esta es nuestra policía", "Yo soy español" o "Viva España, viva Catalunya", "viva la Guardia Civil" i "No estáis solos." També es van poder veure algunes desenes de persones fent la salutació romana, i diversa simbologia feixista feta servir durant el franquisme.
Al final van fer parlaments diverses personalitats, incloent-hi el premi Nobel de Literatura Mario Vargas Llosa i l'expresident del Parlament Europeu Josep Borrell. Borrell va argumentar que Catalunya no és com Lituània, Kosovo o Algèria. No és un territori ocupat ni militaritzat. Seguidament, el vicepresident de Societat Civil Catalana, Álex Ramos, va llegir el manifest oficial de la manifestació. També va intervenir a l'acte l'exfiscal Carlos Jiménez Villarejo qui va lloar la feina del TSJC i del fiscal que va encausar Artur Mas pel 9-N, i va titllar els independentistes de racistes.

## Incidents
A dos quarts de dues es calà un foc davant de la botiga d'Apple del passeig de Gràcia, on un grup de manifestants impedí el pas als bombers que es dirigien al lloc dels incidents. Cap a les dues, unes 1.500 persones es reuniren davant la comissaria de la plaça d'Espanya i insultaren als agents. Passades les dues hi hagué diversos incidents al passeig de Sant Joan, incloent-hi baralles entre grups de manifestants. En acabar la manifestació, aproximadament a les tres de la tarda, un grup de participants es va dirigir al Parc de la Ciutadella per anar al Parlament de Catalunya, on van escridassar els Mossos. Un grup d'ultres va colpejar un furgó dels mossos a dins del Parc i també van llençar llaunes contra un vehicle de la policia catalana. Al mateix Parc, manifestants del bloc de Somatemps increparen una periodista que els estava enregistrant, insultant-la pel seu aspecte físic, i el redactor, amb amenaces perquè no els gravés amb el telèfon mòbil. Uns minuts més tard els mateixos manifestants van insultar també un fotògraf. Una altra fotògrafa del quinzenal Directa va resultar increpada i fins i tot escopida per un manifestant, que també li va llençar cervesa. Un dels crits més repetits de la protesta fou el de "TV3 manipuladora", i els periodistes de la televisió pública varen haver de treballar sense logotip als micròfons, per seguretat. Segons fonts dels Mossos, prop de les 15.12 h, un grup de manifestants va agredir un home d'origen marroquí al carrer Bou de Sant Pere. A dos quarts de quatre al passeig de Sant Joan amb Alí Bei, un fotògraf afeccionat va ser agredit per un grup d'ultres, en demanar-los si podia fer una fotografia, causant-li finalment ferides a parts del cos i un trau al cap. Un grup de manifestants va anar cap a la plaça Sant Jaume, on també van ser increpats els agents que hi havia davant del Palau de la Generalitat i davant de l'Ajuntament de Barcelona. Allà, prop de les dotze del migdia, un unionista amb bandera espanyola va agredir a un home que no en duia. Un manifestant trencà un vidre d'un edifici amb estelades i senyeres penjades prop de l'Arc de Triomf. El líder de Podemos, Pablo Iglesias, fou escridassat a l'Estació de Sants per un grup d'una cinquantena de persones que arribaven a la ciutat per assistir a la manifestació.